# چاپچا (بوتان)
چاپچا (به لاتین: Chapchha) یک منطقهٔ مسکونی در بوتان (کشور) است که در استان چوخا واقع شده‌است.